# Laskowice (województwo kujawsko-pomorskie)
Laskowice (niem. Laskowitz) – wieś kociewska w Polsce położona w województwie kujawsko-pomorskim, w powiecie świeckim, w gminie Jeżewo. We wsi znajduje się węzeł kolejowy. Stacja kolejowa nosi nazwę Laskowice Pomorskie. Miejscowość leży na skrzyżowaniu dróg wojewódzkich nr 239 i 272.

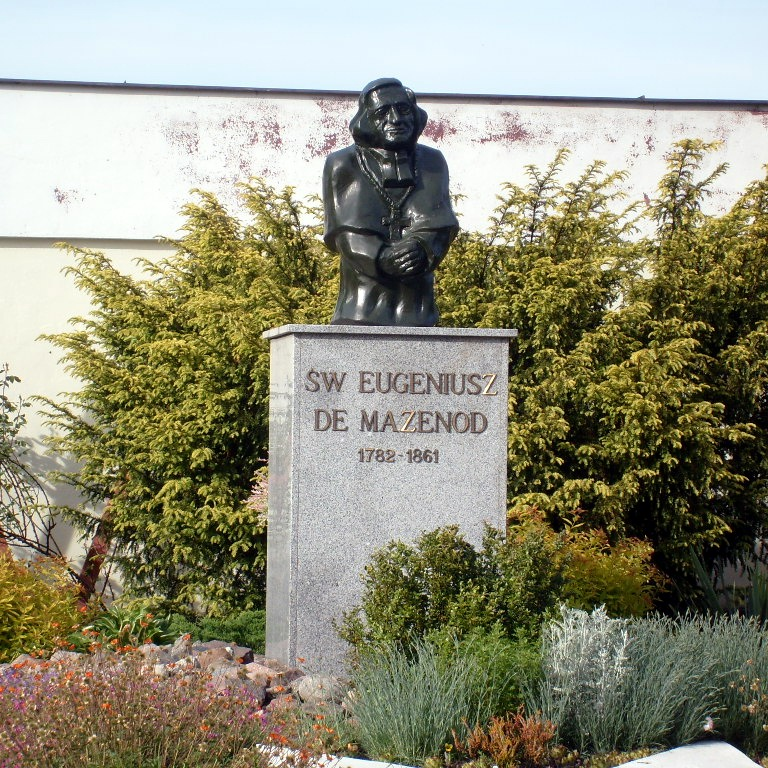
Pomnik Eugeniusza de Mazenoda

W latach 1954–1971 wieś należała i była siedzibą władz gromady Laskowice, po jej zniesieniu w gromadzie Jeżewo. W latach 1975–1998 miejscowość administracyjnie należała do województwa bydgoskiego. Według Narodowego Spisu Powszechnego (III 2011 r.) liczyła 2572 mieszkańców. Jest największą miejscowością gminy Jeżewo.

## Historia
Laskowice to stara kociewska wieś. Pierwsza historyczna nazwa pochodzi z 1328 r. i została zapisana jako Lascovic. Następne to: Leskewicz (1408 r.), Leskowitz (1411 r.), Laskowicze (1534 r.), Laszkowitz (1570 r.), Laskowicze (1583 r.), Laskowice (1597 r.), niem. Laskowitz. Nazwę wsi interpretuje się dwojako: 1 - nazwa patronimiczna pochodząca od nazwy osobowej Lasek (ewentualnie Laska) z przyrostkiem -owice, 2 - nazwa topograficzna utworzona przyrostkiem -owiec od wyrazu pospolitego "lasek" (mały las); oznaczająca "ludzi zamieszkujących laski". Pierwsza wzmianka historyczna o wsi pochodzi z dokumentu wielkiego mistrza Wernera von Orselna z 1328 r., gdzie wzmiankuje się osadę Laskowice graniczącą ze wsią Belno. Laskowice były w rękach rycerskich. Do końca XVII wieku we wsi występowała własność cząstkowa (2-3 właścicieli). W początkach XV wieku źródła krzyżackie wymieniały : Laskowice i Laskowice Górne (Ober Leskowitz, po 1410 r.). Miejscowi regionaliści są zgodni, iż Laskowice Górne to majątek Laskowice, natomiast usytuowanie średniowiecznej osady Laskowice jest do dziś przedmiotem sporów.
Pierwszym znanym rycerzem - właścicielem dóbr był Dytrych von Lskowitz (1442 r.), następnie Wawrzyniec (1454 r.). Do 1477 r. majątek trzymała Orthey von Sackrau. W połowie XVI wieku Laskowice należały do Jana Laskowskiego. W 1597 r. wieś trzymali: Maciej Niewieściński, Jan Milewski, a trzecią część dzierżawił Jan Kozłowski. W 1676 r. całość dóbr laskowickich nabyła rodzina Jaworskich herbu Sas. W 1752 r. dobra kupiła rodzina Ossowko-Zboińskich. Wkrótce po pierwszym rozbiorze (1772 r.) dobra laskowickie (pod koniec XVIII stulecia należały wsie: Lipno, Piskarki, Jaszcz, Kwiatki, Borce, Łęgnowo) wielokrotnie zmieniały właściciela. W 1794 r. włości laskowickie za 50 400 talarów nabył Michał Wolszlegier herbu Bełty albo Groty. W 1828 r. z rąk Wolszlegierów za 34 145 talarów Laskowice kupił Adolf von Gordon. Rodzina Gordonów wywodzi się ze Szkocji, skąd przybyła w 1700 roku z grupą emigrantów, dysydentów religijnych, którzy schronili się w Polsce przed prześladowaniami ze strony kościoła kalwińskiego. Wspomniany Adolf von Gordon w latach 1840–1851 przebudował stary dwór Wolszlegiera dodając jedno skrzydło i zbudował budynki gospodarcze. Jeden z nich, pochodzący z 1848 roku, zachował się do dziś. Jest to piętrowy budynek folwarczny z kwadratową wieżą na kalenicy dachu. W latach 1862–1863 Adolf v. Gordon zlecił budowę pałacu od nowa, nadając mu neogotycki charakter w angielskim stylu Tudorów.
Pałac położony był w północnej części parku i stał na Wzgórzu Zamkowym, z którego roztaczał się widok na leżące kilkanaście metrów niżej Jezioro Zamkowe. Zniszczony został w 1945 roku przez Polaków i Sowietów, w odwecie za zaangażowanie się jego właścicieli po stronie nazizmu. II wojna światowa odcisnęła dramatyczne piętno na historii rodu Gordonów: trzech synów zginęło. Franz poległ już w pierwszych dniach najazdu Niemiec na ZSRR (Baranowicze, 30 czerwca 1941 r.), Adolf jako lotnik zginął pod Noworosyjskiem (20 kwietnia 1943 r.), Eberhard stracił życie na Śląsku (29 stycznia 1945 r.), a ocaleni z pożogi wojennej córka i syn wyjechali do Niemiec.
Park założono w pierwszej połowie XIX w. na zboczu opadającym w kierunku Jeziora Zamkowego. Zajmuje obszar 9,24 ha. Jest to park krajobrazowy, przy którego kompozycji wykorzystano gatunki rodzime i obce. Na terenie parku w 1992 roku powołano na pomniki przyrody wiele drzew, w tym m.in.:
| Nr  | Nazwa                              | Ilość | Obwody                                |
| 1.  | klon jawor                         | 2     | 320 i 344 cm                          |
| 2.  | grab zwyczajny                     | 2     | 218 i 245 cm                          |
| 3.  | robinia akacjowa                   | 2     | 230 i 240 cm                          |
| 4.  | klon zwyczajny                     | 1     | 360 cm                                |
| 5.  | sosna wejmutka                     | 1     | 285 cm                                |
| 6.  | lipa drobnolistna                  | 7     | 285, 293, 322, 372, 423, 430 i 503 cm |
| 7.  | świerk pospolity                   | 2     | 219 i 227 cm                          |
| 8.  | dąb szypułkowy                     | 12    | od 262 do 428 cm                      |
| 9.  | topola biała                       | 1     | 395 cm                                |
| 10. | buk zwyczajny                      | 3     | 275, 278 i 340 cm                     |
| 11. | daglezja zielona                   | 2     | 160 i 183 cm                          |
| 12. | żywotnik olbrzymi                  | 5     | 228, 146, 117, 116 i 100 cm           |
| 13. | jesion wyniosły                    | 1     | 225 cm                                |
| 14. | jodła jednobarwna                  | 1     | 196 cm                                |
| 15. | choina kanadyjska                  | 1     | 235 cm                                |
| 16. | dąb szypułkowy odmiana piramidalna | 1     | 178 cm                                |

W parku pochowany jest właściciel Franciszek Gordon, który zginął podczas tzw. krwawej niedzieli w Bydgoszczy 3 września 1939 roku. Śmierć Gordona do dziś budzi wiele kontrowersji i wywołuje spory wśród historyków. Niektórzy z nich wysuwają pogląd, iż był on jednym z przywódców niemieckiej dywersji w Bydgoszczy. Nie ulega wątpliwości, że jego aktywność polityczna w tych latach była znaczna. W relacjach pracującego u Gordonów mieszkańca Laskowic zebrania Niemców w majątku odbywały się często. Na ćwiczenia z bronią wychodzono na strzelnicę położoną nad jeziorem Stelchno. W zebraniach lub ćwiczeniach brało udział do 30 osób. Zebrania odbywały się w latach 1938-1939 i to dość często. Nad Stelchnem Gordonowie mieli na wyspie punkt obserwacyjny umieszczony na wysokim drzewie.
Pierwsze dane liczbowe o wielkości wsi pochodzą z 1534 r. i podają, iż areał liczył 8 łanów (ok.144 ha), a w 1772 r. wzrósł do 16 łanów (ok. 288 ha). Po wojnach napoleońskich władze pruskie przeprowadziły reformy agrarne, które objęły również tereny dzisiejszej gminy Jeżewo. W wyniku nich, między innymi oddzielono grunty chłopskie od folwarcznych. Pod koniec XIX stulecia dobra Gordonów w Laskowicach liczyły ok. 915 ha (rozparcelowano majątek w miejscowości Lipno, wyodrębniając liczący ponad 300 ha folwark - własność Gordonów, a pozostałe grunty przeznaczono na powstającą nową osadę Laskowice-Dworzec). W omawianym okresie źródła historyczne wymieniają również nowe osady należące do Gordonów: Laskowice-cegielnia i Nowe Laskowice. Po powrocie Pomorza do Polski (1920 r.) dominium laskowickie miało 2143 ha (1921 r.). W wyniku przymusowej parcelacji w latach 1925, 1931, 1933 obszar dóbr liczył 1406 ha. W 1945 r. dobra laskowickie przejął Skarb Państwa Polskiego.
Pierwsze dane liczbowe o ludności Laskowic pochodzą z 1669 r., we wsi żyło 55 osób, natomiast w 1772 r. odnotowano 131 mieszkańców. W 1905 r. (wskutek rozwoju kolei) liczbę ludności podawano w dwóch osadach: Laskowice-Dworzec zamieszkiwało 225 osób, z tego 173 było Niemcami wyznania ewangelickiego, a 52 osoby były wyznania katolickiego, z czego 43 Polaków i 9 Niemców, w Laskowicach-Majątku mieszkało 384 ludzi, z tego 128 było Niemcami wyznania ewangelickiego, a 256 osób było wyznania katolickiego, z czego 244 Polaków i 12 Niemców (ewangelicy i katolicy mieli swoje parafie w Jeżewie). Pierwszy spis ludności po powrocie Laskowic do Macierzy z 1921 r. podawał, iż wieś (Laskowice-Dworzec i Laskowice-Majątek) zamieszkiwało 777 osób, z czego 673 Polaków i 104 Niemców. W 1939 r., krótko przed wybuchem wojny wieś liczyła 1164 mieszkańców, z czego 1070 Polaków i 94 Niemców. Po drugiej wojnie światowej w Laskowicach nadal następował przyrost ludności: 1954 r. - 1187 mieszkańców, 1966 r. - 1697 mieszkańców, 1998 r. - 2469 mieszkańców.
Niewątpliwie dla mieszkańców Laskowic inwestycją, która zadecydowała o charakterze wsi na następne stulecia - była budowa kolei. Pierwszą linią kolejową, która dotarła do Laskowic była tzw. Kolej Wschodnia łącząca Berlin z Królewcem poprzez Szczecin, Piłę, Bydgoszcz, Malbork. W trakcie budowy ok. 1850 r. w okolicach Laskowic natrafiono na przeszkodę naturalną, jaką było jezioro Laskowickie. Budowniczowie linii kolejowej przegrodzili je wałem, na którym założono tory. Linię Bydgoszcz-Gdańsk (przez Laskowice Pomorskie) uruchomiono w 1852 r., kolejne to: Grudziądz-Laskowice Pomorskie (1879 r.), Laskowice Pomorskie-Wierzchucin-Tuchola-Chojnice (1883 r.), Laskowice Pomorskie-Szlachta-Czersk (1906 r.). W pierwszych latach XX wieku pobudowano okazały budynek dworcowy, który przetrwał do dziś. Pod koniec lat dwudziestych XX stulecia kolej rozpoczęła budowę budynków mieszkalnych i służbowych wzdłuż głównej ulicy wsi - Długiej, które przetrwały do dziś.
Od najdawniejszych czasów wieś należała do parafii rzymskokatolickiej w Jeżewie. Z inicjatywy kolejarzy w 1938 r. zaczęto dążyć do utworzenia własnej parafii. Dopiero po zakończonej wojnie w 1947 r. powołano formalnie parafię Niepokalanego Serca Najświętszej Marii Panny w Laskowicach i poświęcono prowizoryczną świątynię. W 1949 r. biskup chełmiński wydał dekret przekazujący placówkę w Laskowicach Pomorskich Zgromadzeniu Misjonarzy Oblatów Maryi Niepokalanej, którzy prowadzą parafię do dziś. W latach 1966–1969 na bazie istniejącego kościoła parafianie wybudowali nową świątynię, która służy wiernym do dziś. Spośród laskowickich proboszczów najbardziej znanym był ksiądz Wilhelm Franciszek Kubsz (lata 1957-1964) - legendarny kapelan I Dywizji Piechoty im. T. Kościuszki, a później generalny dziekan Wojska Polskiego. W 1953 r. dekretem władz zakonnych (oblaci) założono w Laskowicach na potrzeby misyjne dom zakonny pod wezwaniem Niepokalanego Serca Maryi Panny.
W 1958 r. do Laskowic przybyli księża werbiści. Stało się to za sprawą laskowiczan Franciszki i Waleriana Poćwiardowskich, którzy w 1958 r. udostępnili swój dom na działalność zakonną. W latach 1975–1984, przy ogromnym zaangażowaniu synów fundatorów (księża werbiści Feliks i Bronisław Poćwiardowscy) przy ul. Długiej 44 powstał kompleks klasztorny Zgromadzenia Księży Werbistów (w obiektach znajdują się, między innymi: Muzeum Misyjno Etnograficzne z kawiarenką oraz księgarnia).
W związku z dużym wzrostem liczby mieszkańców władze pruskie wybudowały w rejonie dworca kolejowego w 1909 r. budynek szkolny (gmach przetrwał do dziś, obecnie wypełnia funkcje mieszkaniowe). W okresie II Rzeczypospolitej, w latach 1928-1939 kierownikiem laskowickiej szkoły był Alfons Urbański, który za swą patriotyczną postawę został zamordowany przez hitlerowców w Bydgoszczy jesienią 1939 r. Z inicjatywy mieszkańców i kolejarzy w 1954 r. wybudowano nowy budynek szkolny, który do dziś służy uczniom Szkoły Podstawowej im. Janusza Kusocińskiego w Laskowicach (kierownikiem szkoły w latach 1945-1969 był Józef Romanowski, z zamiłowania wnikliwy i skrupulatny regionalista. Od 1999 r. we wsi funkcjonuje Gimnazjum im. Krzysztofa Kamila Baczyńskiego w Laskowicach. W centrum wsi od 1949 r. znajduje się Przedszkole pod Kasztankiem. W 1974 r. w Laskowicach oddano do użytku wybudowany, częściowo w czynie społecznym Dom Kultury.
Administracyjnie Laskowice w latach 1780-1934 były wiejską gminą, od 1873 r. wieś stała się siedzibą Obwodu Wójtowskiego Laskowice, ten stan prawny trwał do grudnia 1934 r., kiedy to utworzono gminę zbiorową Jeżewo, w skład której weszła między innymi gromada Laskowice (wieś Laskowice, obwód dworski Laskowice, Lipno). Po wyzwoleniu w 1945 r. przywrócono w Polsce porządek administracyjny, który obowiązywał od 1934 r. Taki podział administracyjny obowiązywał do stycznia 1954 r., kiedy to zlikwidowano gminę Jeżewo i powołano między innymi gromadę Laskowice, która dzieliła się na sołectwa: Buczek, Belno, Nowe Krąplewice, Laskowice, Osłowo, Skrzynki (lata 1954-1972 r.). Z dniem 1 stycznia 1973 r. Laskowice znalazły się w granicach reaktywowanej gminy Jeżewo.
Na terenie wsi oprócz parku są zlokalizowane następujące pomniki przyrody:
- dąb szypułkowy o obwodzie 495 cm[16]
- 5 lip drobnolistnych o obwodach: 340, 295, 240, 220 i 205 cm, rosnące na polu w okolicy parku[16]
- dąb szypułkowy o obwodzie 655 cm, rosnący przy drodze Laskowice - Świecie[16]
- dębowa aleja przydrożna złożona z 444 drzew, usytuowana przy drodze w kierunku Krąplewic[16]
- lipowa aleja przydrożna złożona z 42 drzew, usytuowana przy drodze w kierunku Jeżewa[8]

Do 2014 roku przy ul. Parkowej 73 rosła jodła kalifornijska o obwodzie 193 cm.